# Josef Pollák
Josef Pollák, född 24 mars 1960 i Zázrivá, är en tidigare tjeckoslovakisk orienterare. Han tog silver i stafett vid VM 1983.